# コールベッドメタン
コールベッドメタン（英語：Coalbed methane、CBM）または炭層ガスとは、石炭層から採取可能なガスで、その主たる成分はメタン。呼称は様々で、オーストラリアではコールシームガス（Coal seam gas、CSG）とも呼ばれ、日本の文献では炭層メタンと表されることもある。近年その採掘が検討されている。

## 概要
石炭層にはメタン（CH4）が吸着している。炭層に二酸化炭素 (CO2)を注入すると、石炭層がCO2を吸着しCH4が置換されて離れるため、このメタン（CH4）を取り出すことが可能になる。具体的には地上から石炭層を目がけ縦に坑井を掘削し、鋼鉄パイプを置き石炭層に穴を開けガスの圧力で地表へ噴出させる。経済的に石炭の採掘を行うことが難しく廃坑になった炭鉱の炭層でも、この方法でメタンガスが採取できる。
天然ガス価格が上昇してきたため、コールベッドメタンの生産計画が活発化している。商業的生産のためには熱量が高い高品位（高石炭化度）石炭が良く、ガスのメタン成分が92%以上必要とされる。米国でのCBM埋蔵量は700兆立方フィート、カナダでは90兆立方フィートと推定される。中国は世界最大の石炭生産国で、シェルのような外国資本と共同で採取する計画がある。
油田の天然ガスと異なり、硫化水素を含まず、エタンガスなど重い成分もほとんど含まない。石炭の基質とcleatと呼ぶ割れ目に存在し、ガスを採取するためには石炭中をガスが移動する浸透性の良い割れ目が発達していることが必要である。

## 国内資源
釧路炭田、石狩炭田、常磐炭田、筑豊炭田に大量に存在すると考えられている。
石狩炭田には実験用プラントがあり、釧路炭田は都市ガス会社の釧路ガスが最近までコールベッドメタンを活用していた。

### 夕張炭田における開発
2016年、夕張市は、石油資源開発、地質調査会社、NPO法人と包括連携協定を結びコールベッドメタンの採掘に着手。2017年に旧清陵小学校跡地でボーリングを行い、地下944メートルから純度の高いメタンガスの採取に成功。予定量は下回ったものの日量70立方メートルのガスを採取している。